# Трапезников, Дмитрий Викторович
Дми́трий Ви́кторович Трапе́зников (род. 12 апреля 1981, Краснодар, Краснодарский край, РСФСР, СССР) — российский государственный и политический деятель. Исполняющий обязанности главы самопровозглашённой Донецкой Народной Республики, председателя Совета министров Донецкой Народной Республики, верховного главнокомандующего вооружёнными силами ДНР с 31 августа по 7 сентября 2018. Заместитель председателя Совета министров Донецкой Народной Республики и первый заместитель руководителя Администрации Главы ДНР (2016—2018). Полковник вооружённых сил ДНР.
Глава администрации Элисты с 3 марта 2020 (и. о. с 26 сентября 2019 по 3 марта 2020) по 15 февраля 2022. Заместитель Председателя Правительства Республики Калмыкия с 15 февраля 2022 года.

## Биография

### Ранние годы
Родился 12 апреля 1981 года в городе Краснодаре Краснодарского края РСФСР. В 1982 году семья переехала в Донецк.

### Образование
Высшее образование получил в Донецкой государственной академии строительства и архитектуры с отличием окончив её в 2004 году по специальности «промышленное и гражданское строительство». Также дополнительно получил два высших образования по специальностям «менеджер-экономист» и «юрист».
Завершил обучение в Донецкой академии управления и государственной службы при Главе Донецкой Народной Республики (Донецкий государственный университет управления) по специальности «государственная служба в сфере государственного управления».

### Трудовая деятельность
Трудовую деятельность начал в 1999 году электрогазосварщиком третьего разряда шахты «Петровская».
С 2001 по 2005 год работал менеджером донецкого футбольного клуба «Шахтёр». После этого занимал руководящие посты в крупных бизнес-структурах, среди которых ООО «Баустандарт», ООО «Биллиардай», Благотворительный фонд «Благосвит» и другие. Одновременно курировал проект по строительству спортивно-оздоровительного парка «Петровский» и Олимпийского бассейна в Донецке.
С 2010 по 2012 год работал заместителем главы районного совета Петровского района города Донецка.
С 2012 года и до начала боевых действий на Донбассе был генеральным директором торгового дома «Укоопвнешторг».
В феврале 2014 года уволился с поста генерального директора Торгового дома «Укоопвнешторг» и вернулся в город Донецк. Служил в «ополчении».

### Карьера в ДНР
В сентябре 2014 года был назначен главой временной администрации Тельмановского района Донецкой Народной Республики. С декабря 2014 года и по настоящее время занимал различные руководящие посты в Администрации Главы Донецкой Народной Республики — возглавлял управление внешней и внутренней политики администрации главы ДНР и контрольно-ревизионное управление. В апреле 2016 года также был назначен заместителем Председателя Совета Министров Донецкой Народной Республики и руководителем Управления внутренней и внешней политики администрации главы ДНР.

### Конец карьеры в ДНР
В правительстве тогдашнего главы ДНР Александра Захарченко занимал должность первого вице-премьера. 31 августа 2018 года, когда в кафе «Сепар», находящемся в центре Донецка, Захарченко погиб от взрыва бомбы, Трапезников в течение нескольких дней был исполняющим обязанности главы республики. После трагических событий с Александром Захарченко, Дмитрий Трапезников подал в отставку. Новым руководителем стал Денис Пушилин. Указом врио главы ДНР Пушилина он был освобождён от должности заместителя Председателя Совета министров ДНР.

### Глава Элисты
26 сентября 2019 года Элистинским городским собранием Дмитрий был назначен исполняющим обязанности главы администрации города Элисты (полное название должности — «исполняющий обязанности Главы города Элисты — Главы Администрации города Элисты»). Кандидатуру Трапезникова предложил глава Калмыкии Бату Хасиков. Назначение было встречено акциями протеста, которые собрали от более 500 человек до около 3-4 тыс. человек, хотя и прошли в мирной обстановке. Во время встречи c протестующими 7 октября 2019 года Хасиков не смог объяснить причин выдвижения Трапезникова. Сам Трапезников высказал мнение, что причиной недовольств граждан послужила усталость, накопившаяся у граждан из-за обещаний, которые давали предыдущие руководители города, включая Окона Нохашкиева, находящегося в розыске по статье УК РФ «Превышение должностных полномочий» по подозрению в хищении более 2 млн рублей.
Новостное издание РБК сообщило, ссылаясь на свои источники, что кандидатуру Трапезникова Хасикову предложил помощник президента России Владислав Сурков, который в Администрации президента России считается негласным куратором ДНР. Такую же версию корреспонденту Русской службы Би-би-си Илье Барабанову рассказал его неназванный собеседник, утверждавший, что работал с Сурковым.

#### Протесты против нахождения в Калмыкии
Жители Элисты откликнулись на новость о назначении Дмитрия градоначальником народным сходом 29 сентября 2019 года в центре города, в ходе которого они потребовали его отставки. Отставки не произошло, и 1 октября жители вышли на молебен.
Через несколько дней 13 октября на площадь Победы в центре Элисты на согласованный митинг вышло примерно три-четыре тысячи человек. В городе с населением в 100 тысяч человек — это несколько процентов населения.
27 октября 2019 года около 4 тысяч человек в Элисте вышли на митинг. Люди требовали отправить в отставку и. о. мэра города Дмитрия Трапезникова. Ещё одно требование участников митинга — роспуск избранного в сентябре горсобрания Элисты. Позиция протестующих была такова, что депутаты, назначившие Трапезникова градоначальником, не оправдали доверие горожан. Протесты против нахождения Трапезникова на посту главы администрации Элисты также продолжились и в ноябре.

#### Отставка
В ноябре 2021 года появились слухи о том, что Дмитрий Трапезников якобы может уйти в отставку. Было объявлено, что его должен сменить бывший руководитель одного из районов Волгограда Шафран Тепшинов, который 15 ноября был назначен вице-мэром Калмыкии. Сообщается, что с помощью отставки Трапезникова глава Республики Калмыкия Бату Хасиков хочет улучшить собственный имидж, поскольку мэром Элисты недовольны горожане.
15 февраля 2022 года городское собрание Элисты досрочно прекратило полномочия Дмитрия Трапезникова. Как сообщил спикер Николай Орзаев, мэр ушёл по собственному желанию в связи с переходом на другую работу.

## Семья
Женат, имеет трое детей.
- Трапезников Дмитрий Дмитриевич
- Трапезникова Екатерина Дмитриевна
- Трапезникова Карина Дмитриевна

## Награды
- Орден Республики (2017, Донецк) — за особые выдающиеся заслуги перед Донецкой Народной Республикой и её народом в деле государственного строительства, проявленные мужество и отвагу
- Медаль "«В ознаменование 10-летия Победы в Отечественной войне народа Южной Осетии» (21 августа 2018 года, Южная Осетия) — за вклад в развитие и укрепление дружественных отношений между народами Республики Южная Осетия и Донецкой Народной Республики и в связи с празднованием 10-й годовщины признания Российской Федерацией Республики Южная Осетия в качестве суверенного и независимого государства[21]
- Ряд благодарностей, грамот и наград, как до начала военных действий на Донбассе, так и на государственной службе в Донецкой Народной Республике
- Медаль «За мужество и доблесть» (2018, Республика Крым) — за смелые и решительные действия, совершённые при исполнении гражданского долга, значительный личный вклад в укрепление мира и согласия на территории Донецкой Народной Республики[22]
- Благодарность Министерства экономики и торговли Республики Калмыкия (2021)[20]
- Благодарность Главы Республики Калмыкия (2022)[20]